# Zwartoorpenseelaapje
Het zwartoorpenseelaapje (Callithrix penicillata) is een klauwaapje, behorende tot het geslacht der Atlantische oeistiti's of penseelaapjes (Callithrix). Het zwartoorpenseelaapje leeft in het Atlantisch regenwoud van Brazilië. De wetenschappelijke naam van de soort werd voor het eerst geldig gepubliceerd door Étienne Geoffroy Saint-Hilaire in 1812.

## Kenmerken
Het zwartoorpenseelaapje is te herkennen aan de lange, zwarte haarpluimen, "penselen", rondom het oor, op de slapen en de kruin. Hij heeft een gevlekt grijze vacht, een geringde staart en een zwart gezicht, met een witte vlek op het voorhoofd tussen de ogen.

## Leefwijze
Het dieet van het zwartoorpenseelaapje bestaat voor een belangrijk deel uit gom en plantensappen. Het heeft vrij grote snijtanden, waarmee het holen kan maken in de bast van bomen. Hierdoor kunnen deze aapjes overleven in bossen waarin weinig andere penseelaapjes daarin slagen. Door het grote aanpassingsvermogen van het zwartoorpenseelaapje  komt het voor in bossen waar andere aapjes niet overleven, zoals in galerijbossen, loofverliezende bossen en geïsoleerde bossen, bijvoorbeeld in de cerrado.

## Verspreiding
Het zwartoorpenseelaapje leeft in de binnenlanden van Oostcentraal-Brazilië, in de staten Goiás, Bahia, Minas Gerais en São Paulo. In de staat Bahia komt de soort samen voor met het gewoon penseelaapje (Calithrix jacchus) en Wieds zwartpluimpenseelaapje (Callithrix kuhli). De drie soorten hybridiseren onderling. Het zwartoorpenseelaapje wordt bejaagd om zijn pels, maar desondanks is het een vrij algemene en wijdverbreide soort.